# Diada de Sant Fèlix 2017
La diada castellera de Sant Fèlix del 2017 tingué lloc el dimecres 30 d'agost del 2017 a la Plaça de la Vila de Vilafranca del Penedès, en el marc de la Festa Major de Sant Fèlix. Les quatre colles participants van ser els Castellers de Vilafranca, la Colla Vella dels Xiquets de Valls, els Minyons de Terrassa i la Colla Joves Xiquets de Valls.

## Resultats[2]
| Resultat              |
| --------------------- |
| Descarregat (D)       |
| Carregat (C)          |
| Intent (I)            |
| Intent desmuntat (ID) |

Llegenda: f: amb folre, fm: amb folre i manilles, fa: amb folre i l'agulla o el pilar al mig, sf: sense folre
| Ordre | Colla                             | 1a ronda   | 2a ronda | 3a ronda    | Repetició | Repetició | Pilars de mèrit |
| ----- | --------------------------------- | ---------- | -------- | ----------- | --------- | --------- | --------------- |
| 1a    | Minyons de Terrassa               | 3de10fm(i) | 2de9fm   | 3de9f       | 4d9f      |           | Pde7f           |
| 2a    | Colla Vella dels Xiquets de Valls | 4de9fa     | 4de9sf   | 3d10fm (id) | 5d9f      |           | Pd8fm           |
| 3a    | Colla Joves Xiquets de Valls      | 2de8sf (c) | 3de9f    | 2d9fm       |           |           | Pd8fm (c)       |
| 4a    | Castellers de Vilafranca          | 3de10fm    | 2de8sf   | 4d10fm (i)  | 3d9fa     |           | Pd8fm           |

## Estadística

### Per castell
La següent taula mostra l'estadística dels castells que es van intentar a la diada. Els pilars de la ronda de pilars de mèrit també estan computats en aquesta taula. Els castells apareixen ordenats, de major a menor dificultat, segons la Taula de Puntuació del XXVII Concurs de Castells de Tarragona.
| Núm.        | Castell                                  | Descarregat | Carregat | Intent | Intent desmuntat | Total |
| ----------- | ---------------------------------------- | ----------- | -------- | ------ | ---------------- | ----- |
| 1           | 2 de 8 sense folre (2de8sf)              | 1           | 1        | —      | —                | 2     |
| 2           | 4 de 9 sense folre (4de9sf)              | 1           | —        | —      | —                | 1     |
| 3           | 4 de 10 amb folre i manilles (4de10fm)   | —           | —        | 1      | —                | 1     |
| 3           | 3 de 10 amb folre i manilles (3de10fm)   | 1           | —        | 1      | 1                | 3     |
| 5           | 3 de 9 amb folre i l'agulla (3de9fa)     | 1           | —        | —      | —                | 1     |
| 6           | 4 de 9 amb folre i l'agulla (4de9fa)     | 1           | —        | —      | —                | 1     |
| 7           | 5 de 9 amb folre (5de9f)                 | 1           | —        | —      | —                | 1     |
| 8           | Pilar de 8 amb folre i manilles (Pde8fm) | 2           | 1        | —      | —                | 3     |
| 9           | 2 de 9 amb folre i manilles (2de9fm)     | 2           | —        | —      | —                | 2     |
| 10          | 3 de 9 amb folre (3de9f)                 | 2           | —        | —      | —                | 2     |
| 11          | 4 de 9 amb folre (4de9f)                 | 1           | —        | —      | —                | 1     |
| 12          | Pilar de 7 amb folre (Pde7f)             | 1           | —        | —      | —                | 1     |
| Total       | Total                                    | 14          | 2        | 2      | 1                | 19    |
| Percentatge | Percentatge                              | 73,7%       | 10,5%    | 10,5%  | 5,3%             | 100%  |

### Per colla
La següent taula mostra els castells i pilars intentats per cadascuna de les colles amb relació a la dificultat que tenen, ordenats de major a menor dificultat. En aquesta taula no es comptabilitzen els peus desmuntats.
| Colla                             | 2d8sf | 4de9sf | 4de10fm | 3de10fm | 3de9fa | 4de9fa | 5de9f | Pde8fm | 2de9fm | 3d9f | 4d9f | Pde7f | Pde5 |
| --------------------------------- | ----- | ------ | ------- | ------- | ------ | ------ | ----- | ------ | ------ | ---- | ---- | ----- | ---- |
| Minyons de Terrassa               |       |        |         | i       |        |        |       |        | d      | d    | d    | d     |      |
| Colla Vella dels Xiquets de Valls |       | d      |         | id      |        | d      | d     | d      |        |      |      |       |      |
| Colla Joves Xiquets de Valls      | c     |        |         |         |        |        |       | c      | d      | d    |      |       |      |
| Castellers de Vilafranca          | d     |        | i       | d       | d      |        |       | d      |        |      |      |       |      |